# Bighornská pánev
Bighornská pánev (anglicky Bighorn Basin) je mezihorská pánev v severní části Wyomingu, ve Spojených státech amerických. Má šířku okolo 160 km a délku až 250 km.
Rozkládá se mezi pohořími Absaroka Range na západě (dále na západě pak leží Yellowstonský národní park) a pohořím Bighorn Mountains na východě.

## Geologie
Geologické složení Bighornské pánve tvoří sedimentární horniny stáří od kambria až po miocén. Sedimentární horniny sahají do hloubky až 6,1 km. Východní část pánve je bohatá na fosilie.
Oblast má semiaridní podnebí, roční srážky jsou pouze 150 až 250 mm.

## Region
Na počátku 20. století se zde těžila ropa, dnes je region využíván především k zemědělství. Na zavlažovaných půdách se nejčastěji pěstuje cukrová řepa. K největším obcím v oblasti náleží Cody, Thermopolis, Worland, a Powell.